# Село у повітрі
 «Село в повітрі» (фр. Le Village aérien) — фантастичний роман Жуля Верна. Вперше вийшов окремою книгою 11 липня 1901 року у видавництві П'єра-Жуля Етцеля. Роман пропагує еволюційну теорію Дарвіна, описуючи експедицію в глибину африканських джунглів, яка виявляє вціліле плем'я неандертальців.

## Сюжет
Дія роману розгортається в Африці в самому кінці ХІХ ст., на території нинішніх держав Демократична Республіка Конго (колишній Заїр) і Республіка Конго (на момент подій роману — відповідно бельгійської та французької колоній). 1896 року доктор Йонхаузен, лікар і біолог, великий гуманіст, якого в певних колах сприймають за божевільного, вирушає в наукову експедицію вглиб Африки з метою вивчення мавп-гомінід, і безслідно зникає в джунглях. Його намагаються знайти, але безуспішно і, зрештою, визнають зниклим безвісти.
Три роки потому двоє молодих людей, француз Макс Гюбер та американець Джон Корт, службовці американської  компанії, що торгує у французьких колоніях, вирішують вирушити на сафарі у східну частину французького Конго. Разом з ними вирушають організатор туру португалець Урдакс і провідник Каміс. Поїздка виявляється вельми вдалою, їм вдається зібрати багату здобич, і вони повертаються назад в Лібревіль. Під час поїздки їм вдається викупити у рабовласників хлопчика Ллангу, і він теж вирушає в Лібревіль разом з ними. Коли до міста залишається не більше місяця шляху, мандрівники помічають вночі дивні вогні в джунглях. Вважаючи, що на них напали дикуни, вони озброюються і готуються дати відсіч, але ніяких дикунів не виявляють. Несподівано на їх табір нападає стадо слонів. Джон, Макс, Каміс і Лланга рятуються втечею, сховавшись від слонів в джунглях, але Урдакс гине. Разом з ним виявляється знищеним і їх фургон з усією здобиччю і більшою частиною провізії. Опинившись у лісі, мандрівники вирішують перетнути його навпростець. Після довгого, важкого і небезпечного переходу вони виходять на берег річки і приходять до висновку, що це притока річки Убанґі, яка сама є притокою річки Конго. Вони вирішують плисти по цій річці. На її березі вони виявляють покинуту хатину, в якій знаходять щоденник доктора Йонхаузена, з записів у якому з'ясовують, що він жив тут до кінця літа 1896. Макс і Джон вирішують, по поверненню в Лібревіль, організувати експедицію для пошуків професора, і, в честь нього, нарікають річку, по якій їм доведеться пливти, річкою Йонхаузена.
Вони майструють пліт і вирушають в плавання. По дорозі їм вдається врятувати потопаючу мавпочку. Але Лланга стверджує, що це не мавпочка, а людська дитина. Пліт зазнає крах біля водоспаду. Мандрівники залишаються живі, але втрачають майже всю зброю і харчі, а також Ллангу. Залишившись без плота, не маючи карти, подовжуючи свій шлях по джунглях пішки, вони виходять до дивного села, що розташоване на дерев'яному помості, встановленому високо на деревах. Місцеві дикуни беруть їх у полон.
Вони приводять полонених до свого села. Виявляється, що село населяє плем'я неандертальців, яке якимось дивом збереглося в глибинах джунглів. Мандрівники зустрічаються тут з Ллангою, який був врятований первісними людьми. Лланга знайомить їх зі своїми новими друзями — «мавпою», яка насправді виявляється неандертальским хлопчиком, і його батьками. Протягом трьох тижнів мандрівники живуть у первісних людей на становищі шанованих бранців — їх не вартують і дозволяють вільно переміщатися по всьому селу. За цей час вони встигають познайомитися з місцевими жителями і їх культурою. Проте їм не дозволяється спускатися вниз по мотузяній драбині, що зв'язує село з навколишнім світом, а також брати участь у полюванні. З'ясовується, що неандертальці не так вже й примітивні — вони розумні істоти, яким притаманні людські емоції. Вони вміють говорити, називають один одного по іменах, знайомі з поняттям сім'ї. Неандертальці здійснюють розумну діяльність: вміють добувати вогонь і готувати їжу, виробляють одяг, виготовляють примітивну зброю і знаряддя праці, полюють, рибалять, вміють робити човни, знайомі з поняттям війни, мають свої звичаї і традиції, усвідомлюють себе як народ, а своє поселення як село. Себе вони називають «вагді», а своє село — «Нгала». В центрі села  знаходиться велика хатина, в якій живе вождь племені. Мандрівники вирішують поговорити з ним, але виявляється, що простим смертним заходити до неї заборонено.
Незабаром у селі починається велике свято, на якому буде присутній і сам вождь. Свято триває довго, і під самий кінець  вождь нарешті вирішує постати перед підданими. Мандрівники впізнають у вожді доктора Йонхаузена. Вони вирішують поговорити з ним, і в ту ж ніч  проникають в його хатину. Тут вони дійсно знаходять професора, але виявляється, що за час життя в джунглях той збожеволів. Випадково піднімається тривога, але друзям, за допомогою сім'ї товариша Лланги, вдається втекти. Вони викрадають у неандертальців їх човен і досягають французьких колоній. Однак їм не вдається привезти з собою ніяких доказів того, що вони були у вагді, і, відповідно, немає чим довести, що вони знайшли доктора Йонхаузена.

## Історія написання роману
Роман був написаний у 1896 році. Невеликі зміни вносилися  автором до січня 1901 року. 13 січня 1901 року Жуль Верн відправив видавцеві Етцелю ескіз карти Великого лісу.
Наукова основа роману спиралася на роботи американського зоолога Р. Л. Гарнера, який багато вивчав мавп у неволі і в природі. Жуль Верн розвиває в романі ідею «відсутньої ланки» між людьми і мавпами; пізніше вчені частково відмовилися від цієї ідеї, прийшовши до переконання, що люди і сучасні мавпи мають спільного предка.
Вперше роман був опублікований в журналі Етцеля «Magasin d Éducation et de Récréation». Під назвою «Великий ліс» («La Grande Forêt») він друкувався в окремих номерах журналу з 1 січня по 15 червня 1901 року.
Перше книжкове видання роману, вже під назвою «Село в повітрі», побачило світ 11 липня 1901 року. Цей роман разом з романом «Байки Жана-Марі Кабідулена» увійшов до складу тридцять сьомого «подвоєного» тому «Незвичайних подорожей», який вийшов 21 листопада 1901 року. «Село в повітрі» містило 39 ілюстрацій Жоржа Ру (деякі ілюстрації були виконані в кольорі).